# Caetité (ort)
Caetité är en ort i Brasilien.   Den ligger i kommunen Caetité och delstaten Bahia, i den östra delen av landet, 600 km öster om huvudstaden Brasília. Caetité ligger 818 meter över havet och antalet invånare är 27 187.
Terrängen runt Caetité är varierad. Det finns inga andra samhällen i närheten.
Omgivningarna runt Caetité är huvudsakligen savann. Runt Caetité är det ganska glesbefolkat, med 38 invånare per kvadratkilometer.